# BDŽ BCmot 05-04 bis 07
Die Fahrzeuge BDŽ BCmot 05-04 bis 07 (spätere Reihe 82) waren 1952 von Ganz & Co. in Budapest hergestellte vierachsige dieselmechanische Triebwagen für die mit Bosnischer Spurweite angelegten Schmalspurbahnen der bulgarischen Staatseisenbahn Balgarski Darschawni Schelesnizi (BDŽ).

## Geschichte

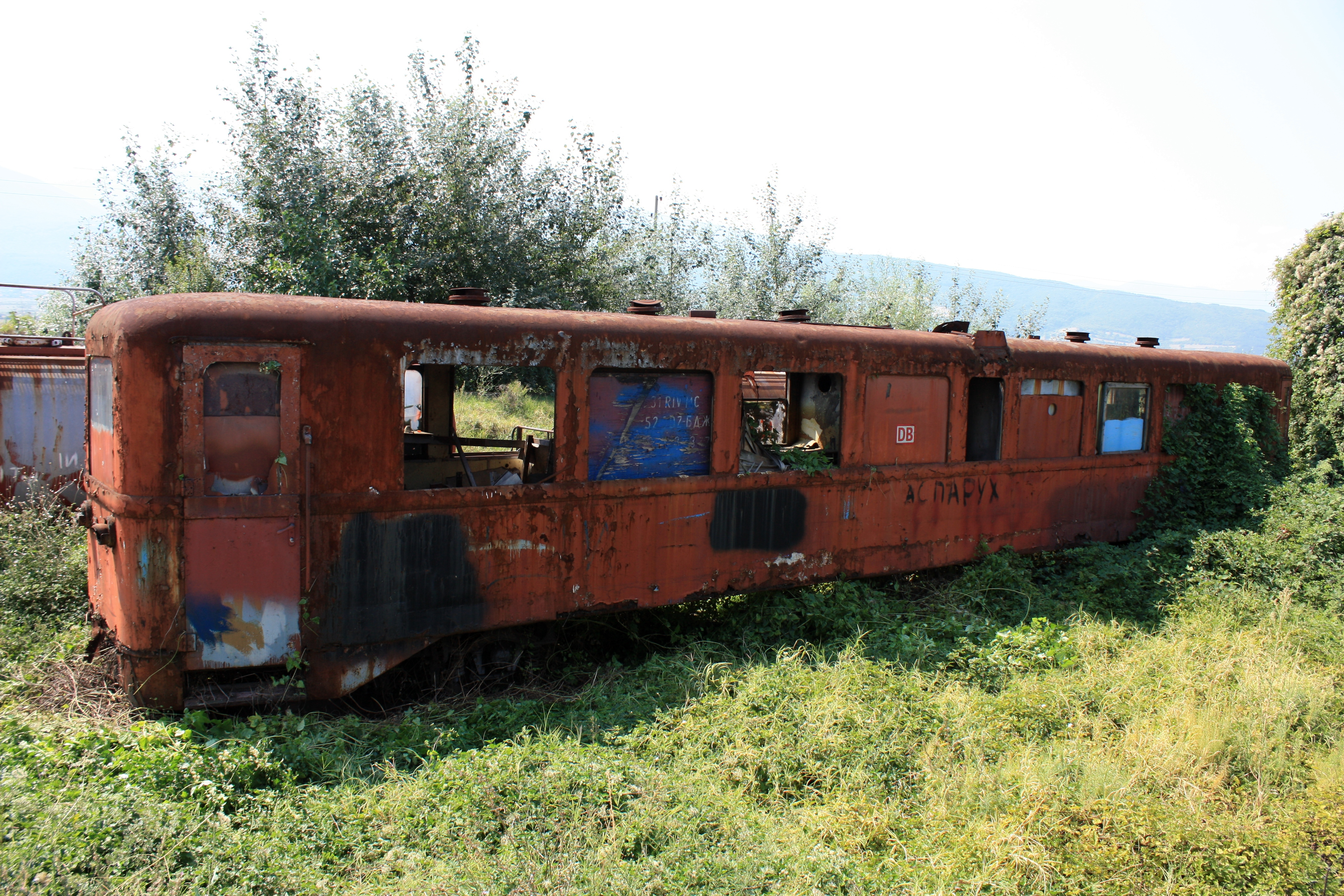
Beiwagen der Reihe 181 (oder 182) in Septemwri

Die 1941 beschafften drei vierachsigen Schmalspurtriebwagen BCmot 05 01–03 hatten sich im Betrieb auf der Rhodopenbahn sehr gut bewährt. Um den nach dem Zweiten Weltkrieg gestiegenen Verkehr zu bewältigen, beschafften die BDŽ 1952 wiederum bei Ganz & Co. in Budapest vier weitere Dieseltriebwagen. Sie waren vom Aufbau und Aussehen den Fahrzeugen von 1941 sehr ähnlich, jedoch mit einer Leistung von 320 PS stärker motorisiert. Außerdem unterschieden sie sich durch eine andere Fenster- und Türenanordnung wegen des größeren Motorabteils.
Ursprünglich erhielten sie gleich der ersten Lieferung dieselbe Bezeichnung BCmot 05 mit den Ordnungsnummern 04 bis 07, ab 1965 erhielten die vier neuen Triebwagen dann die Baureihenbezeichnung 82. Mit den Triebwagen wurden sechs im Aussehen gleiche Beiwagen beschafft (Cm 804–809, später 181-04 bis 09), sie waren von derselben Bauart wie die 1941 gelieferten. Die Waggonwerkstätte in Drjanowo (Вагонен завод Дряново) fertigte schließlich 1961 noch zwei weitere Beiwagen in der gleichen Bauweise, die allerdings etwas schwerer ausfielen (Cm 810–811, spätere Bezeichnung 182-01–02).
Anfänglich wurden die Triebwagen ebenso wie die drei Vorkriegstriebwagen in Septemwri eingesetzt. Ihr Einsatz auf der Rhodopenbahn währte bis 1966, als die neuen Diesellokomotiven der Reihe 75 den Gesamtverkehr auf der Strecke übernahmen. Sämtliche Triebwagen der Reihe 82 wurden dann zur Schmalspurbahn Červen Brjag–Orjachowo umbeheimatet, wo sie einen Großteil des Personenzugdienstes übernahmen. Ganz ablösen konnten sie die Dampflokomotiven im Personenverkehr aber nicht. Der Einsatz auf der Schmalspurbahn nach Orjachowo dauerte bis 1977, als die neue Reihe 76 den Verkehr übernahm.
Einige Wagenkästen sind nach der Ausmusterung als Lagerraum erhalten geblieben. So soll ein Beiwagenwrack in Orjachowo hinter dem Bahnhofsgebäude und in Červen Brjag zwei Triebwagen-Wagenkasten und ein Beiwagen-Wagenkasten erhalten geblieben sein.
Ein weiterer Beiwagen befindet sich mittlerweile in Septemwri und in Bansko wurde der Triebwagen 82-01 als Denkmal aufgestellt. Im April 2019 wurde er von zwei Lokomotiven der Reihe 75 von Bansko nach Septemwri überführt, um eine damals geplante Aufarbeitung des Fahrzeugs durchzuführen. 2023 stand der Triebwagen dort aber immer noch in schlechtem Zustand im Freien, ohne dass irgendwelche Arbeiten durchgeführt worden waren.

## Technische Merkmale
Der Ganz-Motor VIII Iat 170/240 leistete 320 PS und gab sein Drehmoment auf das in Wagenmitte liegende mechanische Vierganggetriebe ab, von dem über Gelenkwellen alle vier Achsen beider Drehgestelle angetrieben wurden. Für die Steigungsverhältnisse der Rhodopenbahn waren die Triebwagen mit dem Antrieb auf alle Achsen damit optimal geeignet. Die Wagenkästen wurden in Stahlskelettbauweise hergestellt, in einer Wagenhälfte befanden sich dabei die Sitzplätze dritter Klasse in Holzlattenbauweise und in der anderen Hälfte war die Maschinenanlage, ein Gepäckabteil sowie das kleine Abteil zweiter Klasse platziert. Das Gepäckabteil war mit einer Falttür direkt zugänglich, der Eingang für die Reisenden erfolgte über die Führerstandtüren des Triebwagens. Die Einstiegsräume waren gleichzeitig auch die Arbeitsplätze für den Lokführer, auf der nicht benötigten Seite konnten die Bedienelemente durch Rollos verschlossen werden.
Die Beiwagen waren äußerlich sehr ähnlich gestaltet, bei ihnen fehlte aber das Gepäckabteil und die Mitteltüren. Dafür besaßen sie mit 62 Sitzplätzen eine deutlich höhere Kapazität.
Bei ihrer Anlieferung besaßen die Fahrzeuge einen damals modernen silber-grauen Anstrich. Später wurden einige Fahrzeuge in der unteren Hälfte hellblau und in der oberen Hälfte weiß gestrichen, mit einem Zierband dazwischen. Der einzig verbliebene Triebwagen 82-01 besitzt noch den silber-grauen Anstrich, die Lackierung hat aber schon extrem gelitten.